# Joaquim Borges de Meneses
Joaquim Borges de Meneses (nascido na Ilha Terceira, Açores) foi um jornalista português.

## Biografia
Estudou no liceu de Angra do Heroísmo, demonstrando já desde essa altura os deus dotes para o jornalismo. Publicou, conjuntamente com Alfredo de Mesquita "Os Binóculos", uma publicação literária e critica mensal. Publicou, também conjuntamente com os outros estudantes, o jornal "O Incolor", revelando sempre em todos os seus escritos um afincado dote de critica jornalística.
Foi residir para os Estados Unidos, tendo aí fundado, em New Bedford, a revista ilustrada "o Arauto", de que foi correspondente João de Castro do Canto e Melo.